# Hằng số nghiệm lạnh
Trong nhiệt động hoá học, hằng số nghiệm lạnh, Kđ (hay Kf), là đại lượng liên hệ nồng độ molan với độ giảm nhiệt độ đông đặc. Nó biểu diễn như sau:
{\displaystyle \triangle T_{f}=K_{f}\cdot m\cdot i}
với i là hệ số van 't Hoff, lượng tiểu phân chất tan phân ly và tái hợp khi tan vào dung môi.
Trong quá trình đo cryoscopy, người ta dùng hằng số đã biết để tính khối lượng mol của một phân tử chưa biết. Thuật ngữ "cryoscopy" có nguồn gốc từ tiếng Hy Lạp có nghĩa là "đo nhiệt độ đông đặc". Và hằng số này có liên quan đến ebullioscopy, quyết định giá trị của hằng số nghiệm sôi (trong độ tăng nhiệt độ sôi).
Giá trị Kf của nước là 1,858 kg.K/mol.